# موش (سرده)
موش (سرده) (نام علمی: Mus) نام یک سرده از زیرخانواده نیاموشان است.